# Зграда Историјског архива у Белој Цркви
Зграда Историјског архива у Белој Цркви, подигнута је 1862. године и представља непокретно културно добро као споменик културе.
Зграда је једноспратна грађевина са наглашеним централним ризалитом и балконом изнад улазне ајнфорт капије, са два дворишна крила. Симетрично од улаза у приземљу лево и десно су по три затворена излога у којима су раније биле продавнице. Са леве и десне су по три прозора од којих су оба крајња тзв. кибицфенстери. Лево и десно од средишњег прозора је постављен декоративан пиластер. Испод прозора у правоугаоним пољима је плитка пластика стилизоване флоралне орнаментике. Ограда на балкону је од кованог гвожђа. Фасада спрата је одељена од приземља једноставним венцем, док је венац између спрата и тавана наглашенији, док је кров двоводни. 